# Alwin Schaper
Alwin Schaper (* 18. März 1898 in Badeleben; † 24. September 1979 ebenda) war ein deutscher Politiker (DDP/CDU) und Journalist. Er war Chefredakteur der Zeitung Neue Zeit, des Zentralorgans der CDU in der DDR.

## Leben
Schaper entstammte einer Handwerkerfamilie. Er besuchte die Volks- und Oberrealschule. Er war Soldat im Ersten Weltkrieg, dann ab 1919 Korrespondent der Versicherungsgesellschaft „Wilhelma“; nebenbei war er als Journalist tätig. 1919 trat er der Deutschen Demokratischen Partei (DDP) bei und wurde Leiter der Abteilung Jugend der DDP-Bezirksleitung Provinz Sachsen. 1925 übersiedelte er nach Berlin und war dort Mitarbeiter der Redaktion der Magdeburgischen Zeitung. Von 1934 bis 1945 war er Mitarbeiter im Deutschen Nachrichtenbüro. Von 1930 bis 1933 war er Mitglied der Deutschen Staatspartei. 
1945 trat Schaper der CDU bei. Von 1945 bis 1947 war er Redakteur, dann bis 1950 Chefredakteur des CDU-Landesorgans von Sachsen-Anhalt Der Neue Weg und von Dezember 1950 bis Juli 1961 Chefredakteur des Zentralorgans der CDU Neue Zeit (Nachfolger von Martin Preikschar). Im Jahre 1951 wurde ihm der damalige hauptamtliche Funktionär der  CDU Willi Leisner, ehemaliger Tageszeitungs-Redakteur in der Weimarer Republik, als Bevollmächtigter für die Neue Zeit zeitweilig zur Seite gestellt.
Von 1950 bis 1952 war er Mitglied des Landtages Sachsen-Anhalt. Von 1951 bis Oktober 1964 gehörte er als Mitglied dem Hauptvorstand der CDU an. Ab 1956 war er Mitglied des Präsidiums des Zentralvorstandes des Verbandes der Deutschen Presse. 
Nach seinem Eintritt in den Ruhestand 1961 war Schaper noch als wissenschaftlicher Mitarbeiter der CDU publizistisch tätig.
Schaper starb in seinem Geburtsort Badeleben.

## Schriften
- Auf den Bauplätzen einer neuen Welt. Union Verlag, Berlin 1960.
- Jahre der Entscheidung. Erinnerungen an die Entwicklung des Landesverbandes Sachsen-Anhalt der CDU (1945–1952). Union Verlag, Berlin 1969.
- Als die Welt sich wandelte. Erinnerungen und Beobachtungen. Union Verlag, Berlin 1974.

- Hefte aus Burgscheidungen (herausgegeben von der Zentralen Schulungsstätte „Otto Nuschke“ in Verbindung mit der Parteileitung der CDU)
  - Heft 53: Der Gottesfrieden. Rückblick und Ausschau (1961).
  - Heft 62/63: Der nationale Gedanke und der Kampf für den Frieden (1961).
  - Heft 68: Antikommunismus. Instrument der Kriegsvorbereitung (1961).
  - Heft 77: So wurde Deutschland gespalten. Die Geschichte der Herauslösung Westdeutschlands aus unserem National- und Staatsverband (1962).
  - Heft 92: Otto Nuschke und seine Zeit. Politik aus dem Geschichtserlebnis des 20. Jahrhunderts (1963).
  - Heft 102: Der Sieg der nationalen Selbstbestimmung im Zeitalter des Sozialismus (1963).

## Auszeichnungen
- Vaterländischer Verdienstorden in Bronze (1955) und in Silber (1978)[4]
- Franz-Mehring-Ehrennadel in Silber (1956)[5]
- Ehrennadel der CDU (1958)[6]